# Mistrzostwa Świata Par na Żużlu 1990
Mistrzostwa Świata Par 1990 – dwudziesta pierwsza edycja w historii na żużlu. Wygrała para duńska – Jan Osvald Pedersen i Hans Nielsen.

## Półfinały

### Pierwszy półfinał
- 16 czerwca 1990 r. (sobota),  Wiener Neustadt
- Awans: 4

| Miejsce | Kraje             | Suma | Zawodnicy                           | Pkt.  | Pkt bieg.                           |
| ------- | ----------------- | ---- | ----------------------------------- | ----- | ----------------------------------- |
| 1       | Anglia            | 45   | Simon Cross Kelvin Tatum            | 24 21 | b.d                                 |
| 2       | Nowa Zelandia     | 41   | Mitch Shirra David Bargh            | 24 17 | b.d                                 |
| 3       | Szwecja           | 40   | Per Jonsson Jimmy Nilsen            | 20    | b.d                                 |
| 4       | Australia         | 39   | Todd Wiltshire Leigh Adams          | 25 14 | b.d                                 |
| 5       | Austria           | 28   | Heinrich Schatzer Toni Pilotto      | 17 11 | b.d                                 |
| 6       | Związek Radziecki | 27   | Rif Saitgariejew Wołodymyr Trofimow | 17 10 | b.d                                 |
| 7       | Włochy            | 21   | Armando Dal Chiele Armando Castagna | 11 10 | b.d                                 |
| 8       | Jugosławia        | 14   | Gregor Pintar Martin Peterca        | 8 6   | b.d                                 |
| 9       | Polska            | 9    | Piotr Świst Ryszard Dołomisiewicz   | 5 4   | (5,u,ns,ns,ns,ns) (4,u,ns,ns,ns,ns) |

Uwaga!: Polscy zawodnicy mieli bardzo groźny wypadek w jednym biegu i zostali przewiezieni do szpitala. Więcej nie wystąpili już do końca.

### Drugi półfinał
- 17 czerwca 1990 r. (niedziela),  Praga
- Awans: 4

| Miejsce | Kraje             | Suma | Zawodnicy                        | Pkt.  | Pkt bieg. |
| ------- | ----------------- | ---- | -------------------------------- | ----- | --------- |
| 1       | Dania             | 50   | Hans Nielsen Jan Osvald Pedersen | 25    | b.d       |
| 2       | Stany Zjednoczone | 44   | Ronnie Correy Kelly Moran        | 24 20 | b.d       |
| 3       | Węgry             | 37   | Zoltán Adorján Sándor Tihanyi    | 22 15 | b.d       |
| 4       | Czechosłowacja    | 38   | Roman Matoušek Antonín Kasper    | 21 17 | b.d       |
| 5       | Finlandia         | 31   | Olli Tyrväinen Kai Niemi         | 19 12 | b.d       |
| 6       | Norwegia          | 24   | Lars Gunnestad Arnt Førland      | 16 8  | b.d       |
| 7       | Bułgaria          | 21   | Nikołaj Manew Zdrawko Jordanow   | 12 9  | b.d       |
| 8       | Holandia          | 18   | Ron Koppe Rene Elzinga           | 9     | b.d       |
| 9       | Francja           | 7    | David Ochocki Patrice Blondy     | 7 0   | b.d       |

## Finał
- 21 lipca 1990 r. (sobota),  Landshut

| Miejsce | Kraje             | Suma | Zawodnicy                        | Pkt.  | Pkt bieg.                        |
| ------- | ----------------- | ---- | -------------------------------- | ----- | -------------------------------- |
| 1       | Dania             | 43   | Jan Osvald Pedersen Hans Nielsen | 24 19 | (4,4,2,5,5,4) (0,2,5,4,3,5)      |
| 2       | Australia         | 41   | Todd Wiltshire Leigh Adams       | 25 16 | (5,5,3,4,5,3) (3,1,4,2,4,2)      |
| 3       | Węgry             | 33   | Zoltán Adorján Sándor Tihanyi    | 21 12 | (5,5,4,5,1,1) (3,2,1,3,3,0)      |
| 4       | Szwecja           | 33   | Jimmy Nilsen Per Jonsson         | 18 15 | (4,4,1,3,4,2) (2,2,3,2,5,1)      |
| 5       | Nowa Zelandia     | 32   | Mitch Shirra David Bargh         | 23 9  | (4,5,4,1,4,5) (2,0,5,0,2,0)      |
| 6       | Stany Zjednoczone | 28   | Ronnie Correy Kelly Moran        | 15 13 | (5,0,0,5,2,3) (1,3,3,1,1,4)      |
| 7       | Czechosłowacja    | 21   | Antonín Kasper Roman Matoušek    | 11 10 | (0,3,2,3,0,3) (1,1,0,2,1,5)      |
| 8       | Anglia            | 20   | Kelvin Tatum Simon Cross         | 20 0  | (3,4,5,1,3,4) (u,ns,ns,ns,ns,ns) |
| 9       | RFN               | 15   | Klaus Lausch Gerd Riss           | 15 0  | (2,3,2,4,2,2) (u,ns,ns,ns,ns,ns) |

Uwaga!: Simon Cross i Gerd Riss uczestniczyli się w kraksie, zostali kontuzjowani i nie wystąpili w kolejnych biegach.